# 서울 화계사 명부전 십대왕도
화계사 명부전 십대왕도(華溪寺 冥府殿 十大王圖)는 서울특별시 강북구 수유동, 화계사 명부전에 있는 조선시대의 불화이다. 2016년 8월 4일 서울특별시의 유형문화재 제391호로 지정되었다.

## 개요
한 폭의 화면에 구름을 배경삼아 입상의 십대왕만을 그려 놓은 시왕도로, 그 예가 드문 작품이다. 화기를 통해 1876년 수화승인 화산당 재근(華山堂 在根)을 비롯하여 당시를 대표하는 화승들에 의해 조성된 것이 확인되었다.
명호를 지닌 십대왕을 한 폭에 그린 예는 어느 사찰에서도 볼 수 없는 희귀한 예이다.

## 조사보고서
한 폭의 화면에 구름을 배경삼아 입상의 십대왕만을 그려 놓은 시왕도로. 그 예가 드물다. 어떠한 원칙 아래 구성하였는지에 대해서는 잘 알 수 없으나, 명부세계(冥府世界)의 총사령관 격으로 면류관을 쓴 염라대왕을 위시하여 중앙 쪽에는 홀수 왕을 배치하고 좌우 바깥쪽으로는 빙둘러 짝수 왕을 배열하였다.
십대왕은 명호가 적힌 홀(忽)을 들거나 명패가 있어 각기의 존명을 알 수 있는데, 1․2․3․5․6․7대왕은 홀을 들고 4․8․9․10대왕은 합장한 모습으로 명패를 지니고 있다. 상들은 또한 3․4․5․7․8대왕과 1․2․6․9․10대왕이 서로 마주 보도록 서 있으며, 복장은 1․3왕만
이 녹색과 청색일 뿐 나머지는 적색의 문관 복장을 하였다.
전반적으로 살펴보아 하늘과 구름 부분에 일부 퇴색이 엿보이기는 하지만, 존상의 적당한 신체 비례에 얼굴 표현이 섬세하고 복장과 관의 장식이 치밀함을 볼 수 있다.
화면 하단의 화기 중 󰡒水月道場空花佛事齋者…金魚比丘華山在根 慧杲奉侃 德淳(順) 尙悟…光緖二年丙子閏二十七日十王幀一幅奉安于華溪寺󰡓 라는 내용을 통해 보아, 이 십대왕도는 1876년 금어 화산당 재근과 혜고당 봉간, 덕순, 상오 등에 의해 조성되었음을 알 수 있다.
이상에서 살펴본 십대왕도는 대웅전 후불화 조성시 수화사였던 화산당 재근과 응파당 덕순을 비롯하여 성암당 승의, 혜고당 봉간, 기경, 석운 등 당시를 대표하는 화승들에 의해 조성된 불화로서, 이렇듯 명호를 지닌 십대왕을 한 폭에 그린 예는 어느 사찰에서도 볼 수 없는 희귀한 예이다.
이에 본 불화는 서울특별시 유형문화재로 지정하여 관리함이 좋을 것으로 사료된다.

## 참고 자료
- 화계사 명부전 십대왕도 - 국가유산청 국가유산포털